# 테오도로스 와선

테오도로스 와선

테오도로스 와선(영어: spiral of Theodorus)은 인접하여 놓인 직각삼각형들로 만들어진 와선이다.

## 구조
테오도로스 와선은 직각이등변삼각형에서 시작된다. 오른쪽 그림과 같이 이등변삼각형의 빗변이 아닌 한 변의 길이를 단위 길이로 하여 한 변의 길이는 단위 길이로 동일하고 이전에 그려진 삼각형의 빗변을 다른 한 변으로 삼아 새로운 직각삼각형을 그리면, 빗변의 길이는 {\displaystyle {\sqrt {2}}}, {\displaystyle {\sqrt {3}}}, {\displaystyle {\sqrt {4}}}과 같이 늘어나게 된다.

## 역사와 이용
테오도로스의 저서는 모두 분실되었으나 플라톤이 《테아이테토스》에서 테오도로스가 테오도로스의 와선을 이용하여 3에서부터 17까지의 정수 가운데 정사각수가 아닌 모든 수가 무리수임을 증명하였다고 언급하였다.
플라톤은 테오도로스가 {\displaystyle {\sqrt {2}}}이 무리수임을 증명하였다고 여기지는 않았는데, 그의 시대에 {\displaystyle {\sqrt {2}}}가 무리수라는 것은 이미 널리 알려져 있었기 때문이다. 플라톤은 《테아이테토스》에서 테오도로스와 같이 유리수와 무리수를 다른 범주로 취급하였다.

## 빗변
테오도로스의 와선에서 직각삼각형의 빗변들은 자연수의 제곱근이 된다. 처음 시작한 이등변 직각삼각형의 빗변을 h1 이라고 하면, h1 = {\displaystyle {\sqrt {2}}}이 되고, n번째 빗변의 길이 hn 은 {\displaystyle {\sqrt {n+1}}} 가 된다.
플라톤은 테오도로스의 와선에 대해 배우면서 테오도로스가 왜 {\displaystyle {\sqrt {17}}}에서 멈추었는지 의문을 품었다. 그 이유에 대한 일반적인 설명은 {\displaystyle {\sqrt {17}}}이 도형의 선들이 겹치지 않고 와선을 그릴 수 있는 최댓값이기 때문이란 것이다.
1958년 에릭 퇴펠은 삼각형을 계속 추가하여 {\displaystyle {\sqrt {17}}}보다 긴 빗변들을 그리더라도 빗변이 서로 겹치는 일은 일어나지 않으며 선이 꼭지점과 겹치지도 않는다는 것을 증명하였다.

## 확장

110 개의 직각삼각형으로 이루어진 테오도로스 와선

테오도로스는 17개의 직각삼각형으로 이루어진 와선을 그렸으나 테오도로스 와선은 계속하여 직각삼각형을 추가하여 무한히 그릴 수 있다.

### 증가율

#### 각도
φn가 n번째 삼각형의 와선의 중심에 놓인 꼭지점의 각도라고 하면:
{\displaystyle \tan \left(\varphi _{n}\right)={\frac {1}{\sqrt {n}}}.}
따라서 φn-1 에 대한 φn 의 증가율은
{\displaystyle \varphi _{n}=\arctan \left({\frac {1}{\sqrt {n}}}\right).}
첫번째 직각삼각형에서 k 번째 직각삼각형까지의 와선의 중심에 놓인 꼭지점의 각도의 합은 유계 함수 c2로 보정할 때 k 의 제곱근에 비례한다.

와선의 부분을 이루는 n 번째 직각삼각형

{\displaystyle \varphi \left(k\right)=\sum _{n=1}^{k}\varphi _{n}=2{\sqrt {k}}+c_{2}(k)}
이때 유계 함수의 값은
{\displaystyle \lim _{k\to \infty }c_{2}(k)=-2.157782996659\ldots .}

#### 반지름
빗변을 와선의 반지름으로 보아 n 번째 삼각형에서 반지름의 증가율을 구하면
{\displaystyle \Delta r={\sqrt {n+1}}-{\sqrt {n}}.}

## 연속 곡선

데이비스의 테오도로스 나선의 분석적 연속(원점으로부터 반대 방향으로의 확장을 포함)이다.

나선의 이산점을 보간하는 방법에 대한 질문이다. 부드러운 곡선에 의한 테오도로스가 제안되어 답변되었다 (Davis 2001, 페이지. 37–38) 요인 함수의 오일러는 요인 함수의 이터플런트 감마 함수에 대한 오일러함수이다. 데이비스가 함수를 찾았다. {\displaystyle T(x)=\prod _{k=1}^{\infty }{\frac {1+i/{\sqrt {k}}}{1+i/{\sqrt {x+k}}}}\qquad (-1<x<\infty )}
이는 그의 학생 지도자와 Iserles에 의해 추가 연구되었다(Davis 2001)의 부록에서). 이 함수의 공리적 특성은 (Gronau 2004)에 함수 방정식을 만족시키는 고유 함수로 주어진다.
{\displaystyle f(x+1)=\left(1+{\frac {i}{\sqrt {x+1}}}\right)\cdot f(x),}
초기 조건이다. {\displaystyle f(0)=1,} 그리고 인수와 계수 모두의 단조성; 대체 조건과 약점도 여기서 연구된다. 대체 파생은 원점에서 반대 방향으로 뻗어나가는 데비스의 연속된 형태 테오도로스의 나선의 분석적인 연속은 (Waldvogel 2009)에 제시되어 있다.
그림에서 원본의 노드(분리)는 다음과 같다. 테오도로스 나선은 작은 녹색 원으로 나타난다. 파란색은 나선형의 반대 방향으로 추가된 것이다. 노드만 있다.극 반지름의 정수 값을 사용한다.
스타일{\displaystyle r_{n}=\pm {\sqrt {|n|}}}그림에서 번호가 매겨진다.
{\displaystyle O}  좌표 원점의 파선 원이다. {\displaystyle O}.

## 같이 보기
- 테오도로스 수

## 참고 문헌
- Davis, P. J. (1993), 《Spirals from Theodorus to Chaos》
- Gronau, Detlef (March 2004), “The Spiral of Theodorus”, 《The American Mathematical Monthly》 (Mathematical Association of America) 111 (3): 230–237, doi:10.2307/4145130, JSTOR 4145130
- Heuvers, J.; Moak, D. S.; Boursaw, B (2000), 〈The functional equation of the square root spiral〉,   T. M. Rassias, 《Functional Equations and Inequalities》, 111–117쪽
- Waldvogel, Jörg (2009), 《Analytic Continuation of the Theodorus Spiral》 (PDF)